# Ejido Rodríguez
Ejido Rodríguez är en ort i Mexiko.   Den ligger i kommunen Minatitlán och delstaten Veracruz, i den sydöstra delen av landet, 500 km öster om huvudstaden Mexico City. Ejido Rodríguez ligger 21 meter över havet och antalet invånare är 148.
Terrängen runt Ejido Rodríguez är platt. Runt Ejido Rodríguez är det ganska glesbefolkat, med 29 invånare per kvadratkilometer. Närmaste större samhälle är La Concepción, 18,0 km norr om Ejido Rodríguez. Omgivningarna runt Ejido Rodríguez är en mosaik av jordbruksmark och naturlig växtlighet.